# Hugo Grotius

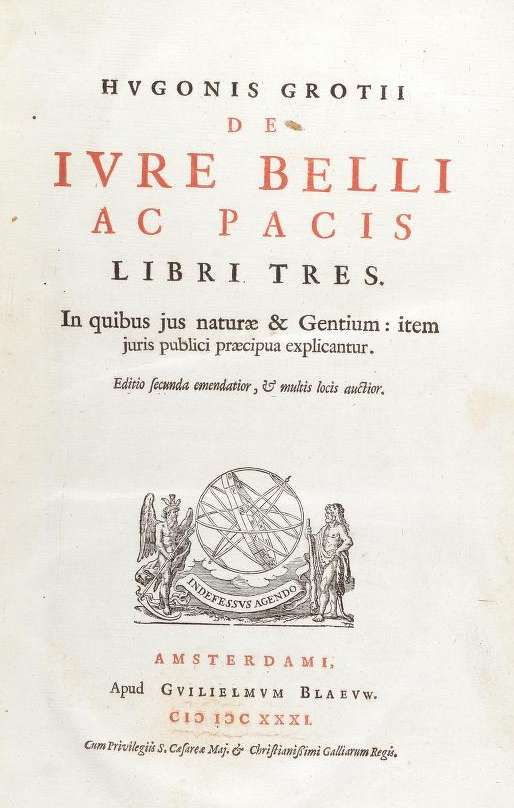
De jure belli ac pacis. I den utvecklar Hugo Grotius ett system av naturrättsliga synpunkter som anses vara bindande för alla människor och nationer oavsett lokal sed, dessa synpunkter lade grunden till senare tids folkrätt och universell jurisdiktion.

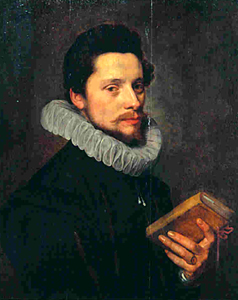
Hugo Grotius 1608.

Hugo Grotius (Hugo de Groot, Huig de Groot), kallad "folkrättens fader", född 10 april 1583 i Delft i Nederländerna, död 28 augusti 1645 i Rostock i Mecklenburg i nuvarande Tyskland, var en nederländsk humanist, historiker, teolog, advokat och naturrättsfilosof. Han var Sveriges ambassadör i Paris åren 1634–1644. Gift med Maria van Reigersberch.

## Biografi
Hugo Grotius var son till kuratorn vid universitetet i Leiden Jan de Groot och stammade från Delft, där fadern och farfadern varit borgmästare. Han visade tidigt anmärkningsvärd begåvning, och inskrevs vid universitetet vid elva års ålder, samt doktorerade vid 15 års ålder.
År 1598 följde han Johan van Oldenbarnevelt på en ambassad till Frankrike, blev juris doktor i Orléans, slog sig 1599 ned som advokat i Haag och avancerade hastigt. År 1601 blev han Nederländernas officielle historieskrivare, 1607 generalfiskal i provinsen Holland och 1613 rådspensionär i Rotterdam och åtnjöt ett utomordentliga anseende. Som anhängare till Olderbarnevelt invecklades dock Grotius i Nederländernas inre religiösa och politiska fejder, fängslades 1619 genom en militärkupp av ståthållaren Moritz av Oranien samt dömdes till livstids fängelse. Han lyckades dock 1621 med hjälp av sin hustru fly i en boklår från slottet Loevenstein till Frankrike. Därefter levde han i Paris, om än väl mottagen, under svåra ekonomiska förhållanden. Sex år senare kunde han återvända till Amsterdam, men då ett pris sattes på hans huvud tvingades han fly igen, denna gång till Tyskland. Där mötte han Axel Oxenstierna som använde sitt inflytande till att 1634 tillsätta Grotius som svensk ambassadör i Paris. En incident hände i Paris 1637 när Grotius vagn trängde sig före den engelska ambassadörerna vagn vilket resulterade i ett slagsmål där den engelska sidan vann. Denna incident skadade Sveriges rykte och ära i en ålder och samhällsklass där det var väldigt viktigt att uppföra sig som en gentleman. Som ambassadör verkade han i tio år men kunde såsom misshaglig för Frankrikes ledande statsman Armand-Jean du Plessis Richelieu inte uträtta särskilt mycket. Kort efter att han fått avsked av drottning Kristina, led han skeppsbrott på Östersjön, och avled i Rostock den 28 augusti 1645 av sviterna. Hans omfattande brevväxling med Axel Oxenstierna från tiden som svensk diplomat är bevarad.
Med stora statsmannagåvor förenade Grotius en mångsidig och djup lärdom. Som teolog och exeget, som språkman och filosof, som jurist och historiker har han åstadkommit utomordentliga ting, men den främsta för framtiden betydelsefullaste insatsen var hans folkrättsliga och rättsfilosofiska verk. I det 1609 utgivna arbetet Mare liberum, en avdelning av ett från 1604 stammande ungdomsverk De jure prædæ, som först 1864 påträffades och 1869 utgavs, uppställer Grotius för att skydda den holländska handeln på Ostindien grundsatsen om havets frihet.
Grotius huvudarbete förblir dock hans tankerika De jure belli ac pacis (1625, har senare utgetts i 49 upplagor på latin och 30 översättningar), där han, utgående från naturrättsliga synpunkter lade grunden till senare tids folkrätt. Därutöver märks De imperio summarum potestatum circa sacra (1647), Annales et historiæ de rebus belgicis (1657), Annotata ad Vetus Testamentum (3 band 1644), Annotates in Novum Testamentum (2 band, 1641-47), De veritate religionis christianæ (1622, svensk översättning från 1700-talet samt ett sammandrag från 1773), Poëmata (1617), Dissertatio de origine gentium americanarum (1642), Epistolæ (1687), samt Opera omnia theologica (4 band, 1679). Grotius brev till Axel Oxenstierna är utgivna 1889-91.

## Eftermäle
Asteroiden 9994 Grotius är uppkallad efter honom.